# Eomamenchizaur
Eomamenchizaur (Eomamenchisaurus yuanmouensis) – rodzaj zauropoda ze środkowej jury z Chin. 
Holotyp CXMVZA 165 składa się z: 8 kręgów grzbietowych, fragmentaryczna kość krzyżowa, prawa część kości biodrowej, kompletna prawa kość łonowa, dwie niekompletne miednice, kompletna prawa kość strzałkowa i obie kości udowe.